# Recherche et développement
La recherche et développement (parfois abrégée en « R et D », « R & D » ou « R&D ») est l'ensemble des activités entreprises « de façon systématique en vue d’accroître la somme des connaissances, y compris la connaissance de l’homme, de la culture et de la société, ainsi que l’utilisation de cette somme de connaissances pour de nouvelles applications ». L'expression désigne aussi, par extension les catégories statistique, économique, comptable ou organisationnelle qui concernent ces activités.
On distingue trois grandes composantes de la recherche et développement :
1. la recherche fondamentale ;
2. la recherche appliquée ;
3. le développement expérimental[1].

Les entreprises ou organismes mènent des activités de recherche et développement afin d’améliorer leurs capacités de production, la qualité, notamment environnementale, de leur production, ou afin de créer de nouveaux biens et services, si possible en accord avec les orientations du marketing et, entre autres, en matière de développement durable[réf. nécessaire].
La « recherche et développement » est un élément majeur de la croissance et du développement par l'innovation, aussi bien pour une entreprise que pour une région, un pays ou une vaste zone économique[réf. nécessaire].

## Histoire du concept
La distinction entre recherche fondamentale et recherche appliquée remonte au XIXe siècle, d'abord en mathématiques puis dans les sciences physiques. Le concept de « recherche et développement » apparaît dans les années 1920, puis est diffusé et généralisé sous l'influence de l'OCDE au travers du manuel de Frascati, du nom de la conférence à l'origine de sa rédaction.
Le terme de « recherche et développement » est une traduction littérale de l'anglais. On le trouve aux États-Unis dès 1953, dans des rapports d'ingénierie. Toutefois, ce n’est que dans les années 1960 qu’il se popularise, dans le jargon de l’ingénierie et des sciences, puis dans celui du management,,. En français, il fait son apparition vers la fin des années 1960, dans des traductions d’ouvrages américains, avant de se populariser avec l’enseignement du management d’entreprise,,.
L'abréviation « R&D » est une tautologie propre à la stylistique anglaise, comme Q&A, S&D, R&B ou T&C. En effet, tout développement nécessite une recherche préalable, appelée « étude » en français traditionnel[réf. nécessaire]. L’usage de l'esperluette dans l'abréviation est courant en anglais, à cause de l'attrait visuel qu'elle présente du point de vue commercial. Son omniprésence dans les doublons commerciaux (C&A, B&Q, S&P, etc.) lui a d’ailleurs valu son surnom de « et commercial ».

## Composantes

### Recherche fondamentale
« La recherche fondamentale consiste en des travaux expérimentaux ou théoriques entrepris principalement en vue d’acquérir de nouvelles connaissances sur les fondements des phénomènes et des faits observables, sans envisager une application ou une utilisation particulière ».

### Recherche appliquée
« La recherche appliquée consiste également en des travaux originaux entrepris en vue d'acquérir des connaissances nouvelles. Cependant, elle est surtout dirigée vers un but ou un objectif pratique déterminé ».

### Développement expérimental
« Le développement expérimental consiste en des travaux systématiques fondés sur des connaissances existantes obtenues par la recherche ou l’expérience pratique, en vue de lancer la fabrication de nouveaux matériaux, produits ou dispositifs, d’établir de nouveaux procédés, systèmes et services, ou d’améliorer considérablement ceux qui existent déjà ».

### Importance et articulation
La recherche fondamentale relève surtout du secteur de l'enseignement supérieur et de la recherche publique, et mobilise une petite partie des crédits de recherche[réf. nécessaire]. La recherche appliquée relève à la fois du secteur public et du secteur privé. Le développement expérimental mobilise le plus de financements.

## Classement des pays par dépenses en Recherche et développement
Le tableau ci-dessous repose sur les calculs de l'UNESCO ; les dix premiers pays comptent pour 80 % de la dépense mondiale .
| #  | Pays         |
| -- | ------------ |
| 1  | États-Unis   |
| 2  | Chine        |
| 3  | Japon        |
| 4  | Allemagne    |
| 5  | Corée du Sud |
| 6  | France       |
| 7  | Inde         |
| 8  | Royaume-Uni  |
| 9  | Brésil       |
| 10 | Russie       |

## Mesure
De nombreux États et institutions évaluent annuellement les budgets consacrés à la recherche et à la R&D, supposés être fortement liés aux progrès scientifiques et techniques, et aux capacités d'innovation. En France, l'un des agrégats ou indicateurs mesurant l'activité de recherche et développement est la « dépense intérieure de recherche et développement » (DIRD).
Dans le monde, le ratio de 3 % du PIB investi dans la recherche semble avoir été « le nombre magique », par exemple dépassé par Israël et la Corée du Sud qui investissent 4 % de leur PIB dans la recherche, contre 2,8 % aux États-Unis et bien moins dans la plupart des pays. Cependant, deux rapports de 2016 ont relativisé la pertinence de ce chiffre : celui de la National Science Foundation conclut qu'aucun ratio unique ne peut capturer les variables clés du portefeuille de recherche d'un pays ; un autre, de l'Information Technology and Innovation Foundation (en), insiste sur le fait que l'intensité de la recherche n'est qu'une petite part de l'écosystème de l'innovation.

## Rôle économique
La R&D reçoit une attention croissante dans la compétitivité économique, surtout dans les pays développés.
L’investissement dans la R&D vise selon les cas à favoriser le progrès scientifique et technique ou la sécurité, faire émerger de nouveaux systèmes de conception (ex. : écoconception), de production et recyclage (économie circulaire), améliorer les gains d'entreprises (meilleure capacité de production, meilleure qualité ou parfois obsolescence programmée, etc.) afin de maintenir la croissance économique, de rester compétitif face à la concurrence sur le marché mondial. Au-delà de ses aspects techniques, la recherche s'oriente aussi à partir de la détection des attentes de la société et du marché (recherche marketing)[réf. nécessaire].

## Financements
Leur hauteur et modalités varient selon les époques et les pays. La recherche et développement est pour plus de 60 % financée par le secteur privé. Le reste est financé par les États à travers les laboratoires publics et aides aux entreprises[réf. nécessaire].
De 2002 à 2004, 42 % des entreprises de l'industrie et des services de l'Union européenne à 27 ont mené des activités d'innovation sous une forme ou une autre. Parmi les États membres de l'UE27, les plus fortes proportions d’entreprises ayant eu des activités innovantes durant cette période ont été enregistrées en Allemagne (65 % des entreprises), suivie de l’Autriche (53 %), du Danemark, de l’Irlande et du Luxembourg (52 % chacun), de la Belgique (51 %) et de la Suède (50 %). Les proportions les plus faibles ont été observées en Bulgarie (16 %), en Lettonie (18 %), en Roumanie (20 %), ainsi qu'en Hongrie et à Malte (21 % chacun)[réf. nécessaire]. Certains secteurs concentrent principalement les investissements : l’aérospatiale, l’électronique, l’automobile, la recherche pharmaceutique, la chimie, le matériel IT et les logiciels. Ces secteurs rassemblent 82 % de l’ensemble des investissements. L’importance des investissements dans ces secteurs est différente d’un pays à un autre[réf. nécessaire]. Aux États-Unis, les investissements se font principalement pour le matériel IT (+25 %) et l’industrie pharmaceutique, au Japon (près de 25 %) ce sont les secteurs de l’automobile et de l’électronique qui prennent la première place en matière de R&D. En Allemagne, c’est l’automobile (environ 46 %) qui est le secteur le plus actif contrairement au Royaume-Uni et en Suisse où les investissements sont majoritairement pour le secteur pharmaceutique (environ 65 % pour la Suisse)[réf. nécessaire].

### En France
Troisième pays scientifique en 1970, cinquième en 1985, encore septième en 1995, la France n’est plus désormais qu’à la quatorzième place mondiale en termes d’effort financier consacré à la recherche ou DIRD (Dépense intérieur en recherche et développement). Ce retard français en matière d'investissement dans la recherche concerne aussi bien le secteur privé que public[réf. nécessaire].
Le DIRD français représentait 2,25 % du PIB en 2016 soit légèrement en dessous de la moyenne des pays de l'OCDE située à 2,34 % et loin derrière la Corée, leader du classement avec un DIRD à 4,23 % du PIB.
Quand on exclut la recherche militaire, la France stagne autour de 1,90 % du PIB pour la seule recherche civile.

### Exemple de gestion partenariale de la recherche en France
Des pôles de compétitivité et réseaux mixtes technologiques (RMT) profitent de réseaux de R&D.
L'association pour le développement des enseignements et de la recherche en Provence Alpes Côte d'Azur (ADER Méditerranée) appartient au réseau CopADER (Conférence des présidents des ADER, neuf ADER réparties sur le territoire national). Animée par des bénévoles, elle a été créée pour favoriser les échanges entre le monde économique et les laboratoires de recherche sur le campus universitaire de Saint-Jérôme à Marseille. Issue des politiques d’aménagement du territoire qui ont façonné l'économie de la Provence-Alpes-Côte d'Azur, notamment avec Fos et Sophia Antipolis, l'association facilite l’innovation des entreprises à travers la gestion des chercheurs et des moyens que les laboratoires de recherche mettent au service des programmes de recherche et des projets d’innovation développés par le secteur industriel et économique (secteurs concernés : pétrochimie, métallurgie, aéronautique, agroalimentaire, microélectronique, biotechnologies, santé, informatique et services). Cent chercheurs sont sous contrat entre laboratoires publics et PME régionales.

## Question du modèle linéaire
Le concept de recherche et développement a longtemps reposé sur l'idée d'un « modèle linéaire de l'innovation » selon lequel « l'innovation procède linéairement de la recherche scientifique au développement, du développement à la production et de la production au marketing ». Ce modèle est aujourd'hui critiqué pour son simplisme et peu à peu abandonné au profit de modèles plus complexes et plus réalistes, qui incluent des boucles de rétroactions et des effets externes.